# کازان آنسات
کازان آنسات یک هلیکوپتر سبک چند منظوره ساخت روسیه است که توسط هلیکوپترسازی کازان ساخته شده‌است.

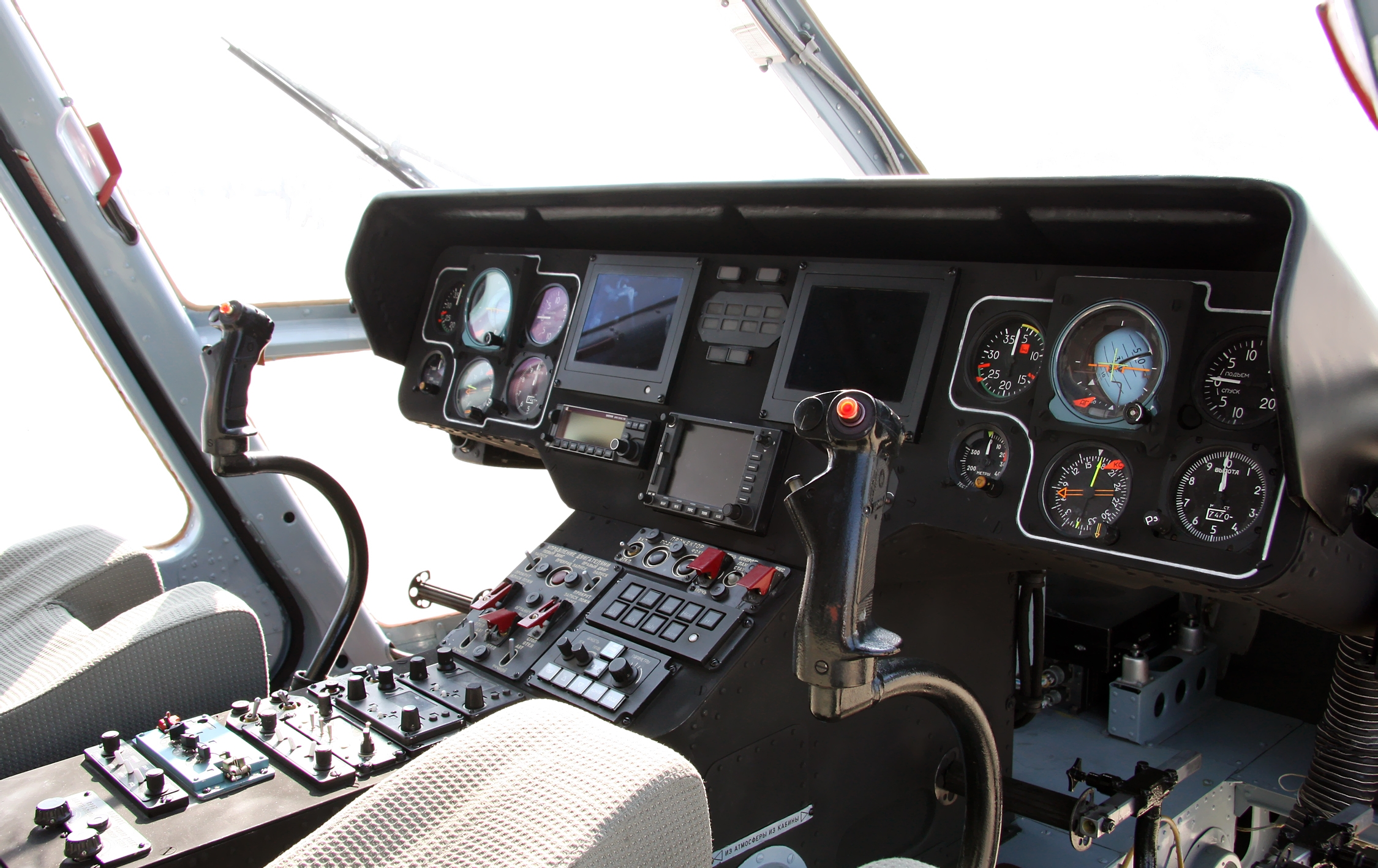
کابین خلبان آنسات-یو

## طراحی
آنسات برگرفته از ساختاری کلاسیک است. این طرح یک خلبان و ۱۰ مسافر را حمل می‌کند (یکی از آنها در کنار خلبان قرار دارد). بدنه دارای یک جفت درب در کابین خلبان است و یک جفت درب جانبی به سمت بالا و پایین در محفظه حمل و نقل باز می‌شود. بعد از برداشتن صندلی‌ها، می‌تواند ۱۰۰۰ کیلوگرم بار را در داخل کابین حمل کند. در قلاب خارجی، می‌تواند ۱۳۰۰ کیلوگرم بار حمل کند. این هلیکوپتر از دو موتور توربوشفت PW207K بهره می‌برد که هر یک از آنها 630 shp تولید می‌کنند. این بالگرد دارای روتور اصلی چهار تیغه و روتور دم دو تیغه است.

## انواع مختلف

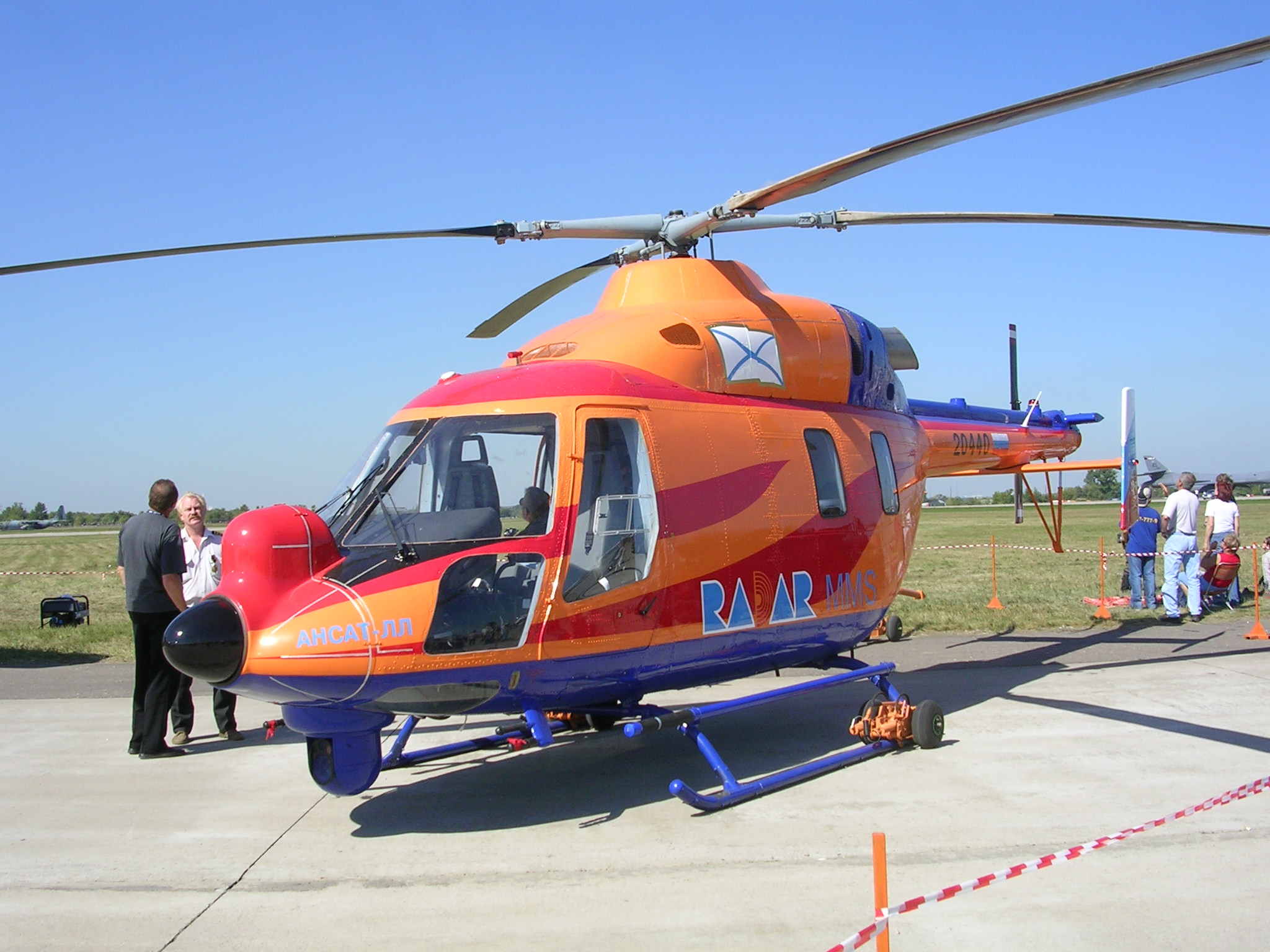
آزمایشگاه پرواز پرواز کازان آنسات-او

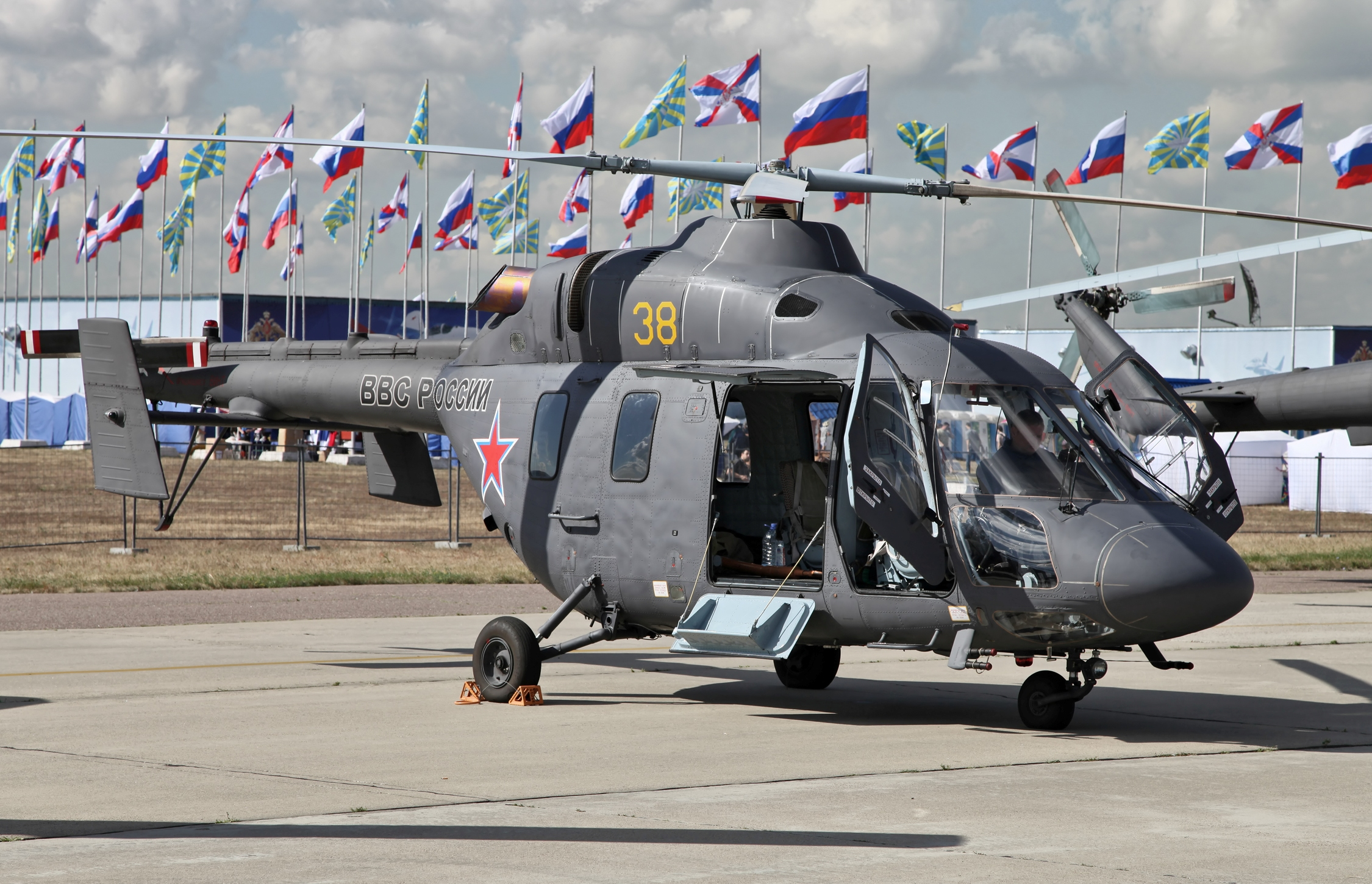
کازان آنسات-یو مربوط به نیروی هوایی روسیه

آنسات
نسخه اولیه، ۲ نمونه اولیه ساخته شده‌است.
آنسات-م
آمبولانس هوایی برای دو برانکارد.
آنسات-او
آزمایشگاه پرواز برای آزمایش تجهیزات هوایی هلیکوپترهای نیروی دریایی.
آنسات-یو
نسخه ویژه آموزش نظامی با شاسی سه چرخ و درب‌های دو باله بال.
آنسات-یو ام
آمبولانس نظامی برای ۴ برانکار.
آنسات-۱کا
نسخه فقط برای حمل بار.
آنسات-۱ام
نسخه با سیستم کنترل هیدرومکانیکی KSU-A به جای سیستم کنترل پرواز با سیم.

### مشتقات کازان انسات

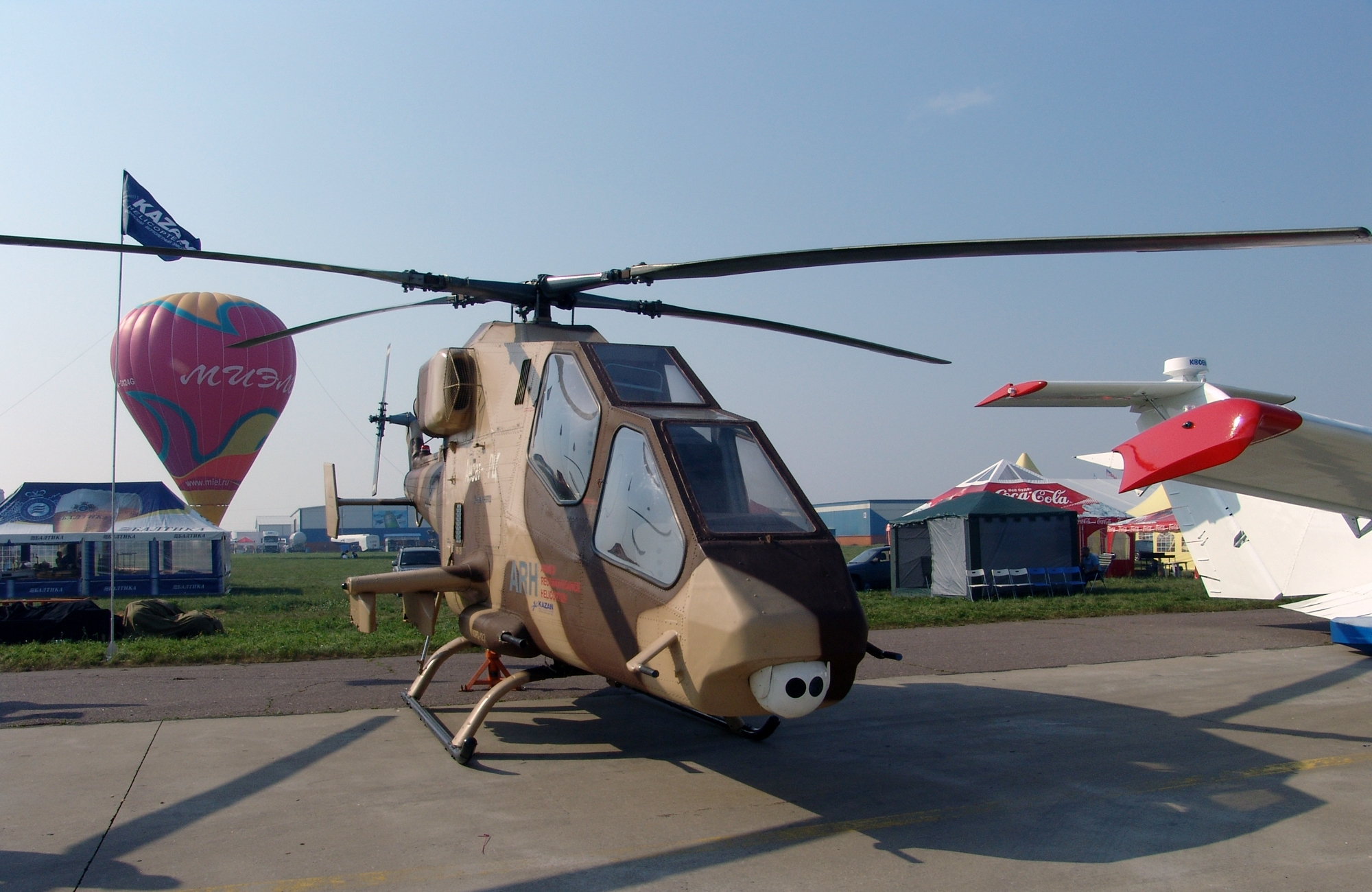
Kazan Ansat-2RC در MAKS-2007

کازان آنسات-۲آر سی
مشتق شده از نسخه غیرنظامی و مجهز به مسلسل ۱۲٫۷ میلی‌متر (۰٫۵ اینچ) در بالای پایه جلوی پشت، و همچنین چهار نقطه سخت در دو بال خرد قرار دارد. این شرکت در حال حاضر هلیکوپتر حامل مخلوطی از لوله‌های پرتاب موشک، بمب و موشک‌های ضدهوایی را به نمایش گذاشته‌است.

## کاربران
روسیه
- نیروی هوایی روسیه – ۵۰ فروند در خدمت[۲] ۳۰ فروند سفارش[۳]
- وزارت بهداشت روسیه – ۱۱ فروند در سرویس ۷ فروند سفارش[۴][۵]
- Rostec شرکت دولتی – ۱۰۴ فروند سفارش[۶]
  - راشن هلیکوپترز[۷]
  - ملی خدمات پزشکی حمل و نقل هوایی[۸]
  - Avia Capital Services, LLC
- دولت حمل و نقل شرکت لیزینگ – ۱۲ فروند در خدمات مجهز به تجهیزات پزشکی[۹]

 People's Republic of China
- انجمن طب اورژانس چین - ۲۰ فروند به سفارش[۱۰]

## مشخصات فنی
داده‌ها از Jane's All The World's Aircraft 2003–2004, Russian Helicopters
ویژگی‌های عمومی
- خدمه: 1–2
- ظرفیت: ** 7–8 passengers
  - 2 stretchers and 3 attendants
  - ۱٬۲۳۴ کیلوگرم (۲٬۷۲۱ پوند) internal
- طول: ۱۳٫۷۶ متر (۴۵ فوت ۲ اینچ)
- ارتفاع: ۳٫۴ متر (۱۱ فوت ۲ اینچ)
- وزن خالی: ۱٬۹۰۰ کیلوگرم (۴٬۱۸۹ پوند)
- وزن ناخالص: ۳٬۰۰۰ کیلوگرم (۶٬۶۱۴ پوند)
- بیشترین وزن برخاست: ۳٬۶۰۰ کیلوگرم (۷٬۹۳۷ پوند)
- پیشرانه: ۲ عدد turboshaft engines Pratt & Whitney Canada PW207K, ۴۷۰ کیلووات (۶۳۰ اسب بخار کوتاه)  در هر موتور
- قطر روتور اصلی:  ۱۱٫۵ متر (۳۷ فوت ۹ اینچ)
- مساحت روتور اصلی: ۱۰۳٫۸۷ متر مربع (۱٬۱۱۸٫۰ فوت مربع)

عملکرد
- حداکثر سرعت: ۲۷۵ کیلومتر بر ساعت (۱۷۱ مایل بر ساعت، ۱۴۸ گره)
- سرعت کروز: ۲۲۰ کیلومتر بر ساعت (۱۴۰ مایل بر ساعت، ۱۲۰ گره)
- بیشینه سرعت مجاز: ۲۸۵ کیلومتر بر ساعت (۱۷۷ مایل بر ساعت، ۱۵۴ گره)
- بُرد: ۵۱۵ کیلومتر (۳۲۰ مایل، ۲۷۸ مایل دریایی)
- مداومت پروازی: 3 hours 20 minutes
- حداکثر ارتفاع: ۴٬۸۰۰ متر (۱۵٬۷۰۰ فوت)
- نرخ صعود: ۲۱٫۵ متر بر ثانیه (۴٬۲۳۰ فوت بر دقیقه)